# Asociația de Fotbal din Insulele Virgine Britanice
Asociația de Fotbal din Insulele Virgine Britanice este forul ce guvernează fotbalul în Insulele Virgine Britanice. Se ocupă de organizarea echipei naționale.